# Садова сільська рада (Третьяковський район)
Садо́ва сільська рада (рос. Садовый сельский совет) — сільське поселення у складі Третьяковського району Алтайського краю Росії.
Адміністративний центр — селище Садовий.

## Населення
Населення — 1031 особа (2019; 1175 в 2010, 1347 у 2002).

## Склад
До складу сільської ради входять:
| Населений пункт | Населення, осіб (2002) | Населення, осіб (2010) |
| --------------- | ---------------------- | ---------------------- |
| Садовий, селище | 1045                   | 915                    |
| Степний, селище | 302                    | 260                    |